# Września Miasto
Września Miasto – nieistniejący przystanek kolei wąskotorowej we Wrześni, w województwie wielkopolskim, w Polsce.
Wchodził w skład Wrzesińskiej Kolei Powiatowej. Zlokalizowany był na placu przy zbiegu dzisiejszych ulic Kaliskiej i Wrocławskiej (w miejscu obecnej stacji benzynowej Shell), na Zawodziu. Przystanek powstał w 1898 i funkcjonował do 1976.